# Geranomyia stoica
Geranomyia stoica är en tvåvingeart som först beskrevs av Alexander 1941.  Geranomyia stoica ingår i släktet Geranomyia och familjen småharkrankar. Inga underarter finns listade i Catalogue of Life.